# AG2R Prévoyance 2007
Questa voce raccoglie le informazioni riguardanti l'AG2R Prévoyance nelle competizioni ufficiali della stagione 2007.

## Stagione
La squadra partecipò di diritto alle competizioni dell'UCI ProTour.

## Organico

### Staff tecnico
TM=Team Manager; DS=Direttore Sportivo.
|  | Naz.                | Ruolo | Sportivo         |  |  |  |
|  | ------------------- | ----- | ---------------- |  |  |  |
|  | Francia (bandiera)  | TM    | Vincent Lavenu   |  |  |  |
|  | Francia (bandiera)  | DS    | Gilles Mas       |  |  |  |
|  | Lituania (bandiera) | DS    | Artūras Kasputis |  |  |  |
|  | Francia (bandiera)  | DS    | Julien Jurdie    |  |  |  |
|  | Francia (bandiera)  | DS    | Laurent Biondi   |  |  |  |

### Rosa
|  | Naz.                   |  | Sportivo                      | Anno |  |  |
|  | ---------------------- |  | ----------------------------- | ---- |  |  |
|  | Spagna (bandiera)      |  | José Luis Arrieta             | 1971 |  |  |
|  | Francia (bandiera)     |  | Sylvain Calzati               | 1979 |  |  |
|  | Irlanda (bandiera)     |  | Philip Deignan                | 1983 |  |  |
|  | Francia (bandiera)     |  | Cyril Dessel                  | 1974 |  |  |
|  | Francia (bandiera)     |  | Renaud Dion                   | 1978 |  |  |
|  | Francia (bandiera)     |  | Samuel Dumoulin               | 1980 |  |  |
|  | Francia (bandiera)     |  | Hubert Dupont                 | 1980 |  |  |
|  | Svizzera (bandiera)    |  | Martin Elmiger                | 1978 |  |  |
|  | Francia (bandiera)     |  | John Gadret                   | 1979 |  |  |
|  | Australia (bandiera)   |  | Simon Gerrans                 | 1980 |  |  |
|  | Francia (bandiera)     |  | Stéphane Goubert              | 1970 |  |  |
|  | Estonia (bandiera)     |  | Tanel Kangert (stagista)      | 1987 |  |  |
|  | Ucraina (bandiera)     |  | Jurij Krivcov                 | 1979 |  |  |
|  | Francia (bandiera)     |  | Julien Loubet                 | 1985 |  |  |
|  | Estonia (bandiera)     |  | Rene Mandri                   | 1984 |  |  |
|  | Francia (bandiera)     |  | Laurent Mangel                | 1981 |  |  |
|  | Francia (bandiera)     |  | Lloyd Mondory                 | 1982 |  |  |
|  | Francia (bandiera)     |  | Christophe Moreau             | 1971 |  |  |
|  | Francia (bandiera)     |  | Paul Moucheraud (stagista)    | 1980 |  |  |
|  | Francia (bandiera)     |  | Jean-Patrick Nazon            | 1977 |  |  |
|  | Francia (bandiera)     |  | Carl Naibo                    | 1982 |  |  |
|  | Spagna (bandiera)      |  | David Navas                   | 1974 |  |  |
|  | Italia (bandiera)      |  | Rinaldo Nocentini             | 1977 |  |  |
|  | Francia (bandiera)     |  | Stéphane Poulhies             | 1985 |  |  |
|  | Francia (bandiera)     |  | Christophe Riblon             | 1981 |  |  |
|  | Francia (bandiera)     |  | Nicolas Rousseau              | 1983 |  |  |
|  | Francia (bandiera)     |  | Jean-Charles Sénac (stagista) | 1985 |  |  |
|  | Francia (bandiera)     |  | Blaise Sonnery                | 1985 |  |  |
|  | Francia (bandiera)     |  | Ludovic Turpin                | 1975 |  |  |
|  | Bielorussia (bandiera) |  | Aljaksandr Usaŭ               | 1977 |  |  |

## Palmarès

### Corse a tappe
ProTour
- Parigi-Nizza

2ª tappa (Jean-Patrick Nazon)
- Critérium du Dauphiné Libéré

2ª tappa (Christophe Moreau)
4ª tappa (Christophe Moreau)
Classifica generale (Christophe Moreau)
Continental
- Tour Down Under

Classifica generale (Martin Elmiger)
- Tour de l'Ain

3ª tappa (John Gadret)
Classifica generale (John Gadret)
- Route du Sud

1ª tappa (Jean-Patrick Nazon)
- Tour Méditerranéen

4ª tappa (Rinaldo Nocentini)
- Tour de l'Avenir (per Nazionali)

1ª tappa (Stéphane Poulhies)
- Circuit de Lorraine

1ª tappa (Ludovic Turpin)
- Tour du Limousin

4ª tappa (Aljaksandr Usaŭ)

### Corse in linea
Continental
- Grand Prix d'Isbergues (Martin Elmiger)
- Gran Premio del Canton Argovia (John Gadret)
- Grand Prix de Plumelec-Morbihan (Simon Gerrans)
- Gran Premio Miguel Indurain (Rinaldo Nocentini)
- Grand Prix de la Somme (Christophe Riblon)

### Campionati nazionali
- Campionati francesi

In linea (Christophe Moreau)

## Classifiche UCI

### UCI ProTour
Individuale
Piazzamenti dei corridori dell'AG2R Prévoyance nella classifica individuale dell'UCI ProTour 2007.
| Pos. | Ciclista           | Punti |
| ---- | ------------------ | ----- |
| 18   | Christophe Moreau  | 88    |
| 85   | John Gadret        | 22    |
| 86   | Rinaldo Nocentini  | 22    |
| 99   | Aljaksandr Usaŭ    | 12    |
| 100  | Stéphane Goubert   | 12    |
| 165  | Laurent Mangel     | 5     |
| 168  | Hubert Dupont      | 4     |
| 182  | Martin Elmiger     | 3     |
| 197  | Jean-Patrick Nazon | 3     |
| 204  | Ludovic Turpin     | 2     |
| 227  | José Luis Arrieta  | 1     |
| 231  | Samuel Dumoulin    | 1     |
| 233  | Nicolas Rousseau   | 1     |
| 235  | Jurij Krivcov      | 1     |
| 237  | Cyril Dessel       | 1     |

Squadra
L'AG2R Prévoyance chiuse in quarta posizione con 324 punti.